# La Valldavall
La Valldavall és una masia de Taradell (Osona) inclosa a l'Inventari del Patrimoni Arquitectònic de Catalunya.

## Descripció
Edifici civil. Masia de planta rectangular a dues vessants amb el carener perpendicular a la façana, situada a migdia. Es troba adossada a un terraplè amb pendent E-O. Consta de planta i dos pisos. A migdia presenta un cos adossat a banda i banda pel portal rectangular, descrivint una petita lliça amb el portal d'entrada cobert. A llevant s'accedeix al 1er. p. amb un portal rectangular i una finestra i un portalet rectangular al 2n. pis. A ponent hi ha un terradet accessible des del 2n. p., al costat oposat d'aquesta mateixa façana hi ha un cos adossat, cobert a dues vessants, amb una espiera i una finestra amb l'ampit motllurat. A ponent hi ha un cos de porxos, que s'aguanta damunt pilars de totxo.

## Història
Antiga masia que la trobem documentada des del S.XVII i ressenyada com Vall de Vall o Vall d'Avall, es troba al peu del camí ral de Tarradell a Viladrau. La Viladevall surt molt en la documentació local, més recentment la trobem en el llistat de nomenclàtor de la província de Barcelona de partit judicial de Vic de l'any 1860.
Les reformes que s'hi ha anat fent al pas dels anys desmereixen l'estructura primitiva.